# Labarna
Labarna  († um 1565 v. Chr. (kurze Chronologie) bzw. 1625 (mittlere Chronologie)) war ein hethitischer Großkönig.
Seine Identität ist nach wie vor ungeklärt, denn es ist nicht sicher, ob Labarna sein Name oder Titel war. Eine Zeit lang wurde er mit Ḫattušili I. gleichgesetzt. In der Beschreibung der frühen Jahre des Labarna findet sich jedoch der Satz: „Das Land war wenig.“
Da dieser Satz im Text über Hattušili fehlte, wird davon ausgegangen, dass Labarna als dessen Vorgänger so viel Land eroberte, dass diese Beschreibung nicht mehr auf jenen gepasst hätte.

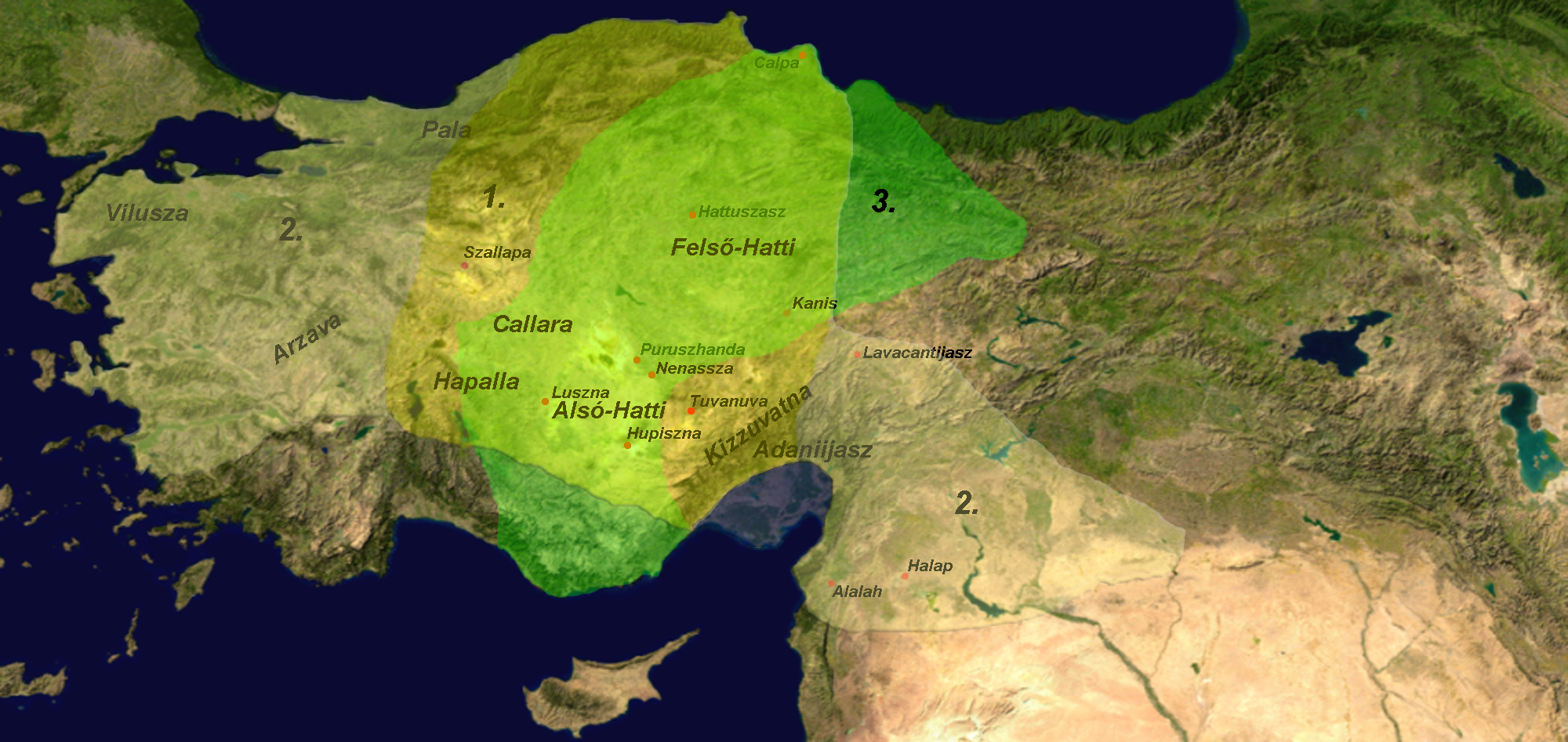
Anatolien während der frühen Hethiter. Legende: 1 = Labarna; 2 = Ḫattušili I.; 3 = Gebiet während der Regierungszeit von Telipinus

Labarnas Hauptstadt war Kuššara (südlich des Halys?). Von hier aus eroberte er Ḫubišna, Tuwanuwa, Nenašša, Landa, Zallara, Purušḫanda und Lušna und setzte, nach hethitischen Angaben, in jedem dieser Länder einen seiner Söhne als Herrscher ein.
Als Labarna um 1565 v. Chr. starb, wurde demnach Ḫattušili I., der Neffe der Tawananna (Großkönigin), Großkönig, was auf Unregelmäßigkeiten bei der Thronfolge hinweisen könnte, da keiner von Labarnas sieben Söhnen Herrscher wurde.
In der späteren Zeit des hethitischen Großreichs war Labarna der Titel des Großkönigs.